# ميغيل كاباليرو روخو
بعد إجباره على مغادرة منزله من قبل والديه في عمر ال15 بسبب قتاله المستمر، عثر ميغيل كاباليرو روخو (باليابانية: ミゲル・カバジェロ・ロホ، بالروماجي: Migeru Kabajero Roho) على ملاذ له في حانة. أخته، التي كانت الشخص الوحيد التي وثق بها أو أحبها، زارته بسرية قبل عودة والديها. كان ميغيل مهتماً كثيراً بها، لدرجة أنه كان يريد قتل خطيبها، لكنه لم يرد كسر قلبها وتراجع عن ذلك. في يوم زواج أخت ميغيل، هاجمت مجموعة من الصواريخ الكنيسة، مدمرة الكنيسة وتسببت بقتل أخته. تحقيقات ميغيل وصلت لنتيجة أن الهجوم كان بأمر من ميشيما زايباتسو، ومع غضبه لذلك، شارك ميغيل في بطولة ملك القبضة الحديدية 6 لأخذ إجابات من المدير التنفيذي لميشيما زايباتسو، جين كازاما. وصف كاتسوهيرو هارادا، المنتج التنفيذي والمطور لتيكن 6، ميغيل بأنه "مشاجر من إسبانيا. مظهره يشبه مصارعي الثيران، لكنه لايملك أي أسلوب قتال رسمي.
في فيلم 2010 تيكن، قام روجر هويرتا بأداء دور ميغيل. وهو الشخصية الوحيدة التي ظهرت في الفيلم من شخصيات تيكن 6، وسمي «ميغيل روخو». شارك في بطولة القبضة الحديدية وهزم على يد جين.

## وصلات خارجية
- تيكن ويكي
- تيكنبيديا الإنجليزية